# Dainius Gleveckas
Dainius Gleveckas (ur. 5 marca 1977 w Poniewieżu) – litewski piłkarz grający na pozycji obrońcy w Ekranasie Poniewież. 34-krotny reprezentant Litwy.